# Zizi Jeanmaire
Zizi Jeanmaire, pseudonimo di Renée Marcelle Jeanmaire (Parigi, 29 aprile 1924 – Ginevra, 17 luglio 2020), è stata una ballerina, attrice e showgirl francese.

## Biografia
Renée Jeanmaire entrò alla Scuola di danza dell'Opéra di Parigi a nove anni, e nel 1940 debuttò nel Balletto dell'Opéra. Nel 1944 abbandonò la formazione per unirsi ai Ballets des Champs-Elysées, gruppo creato da Roland Petit, che nel 1954 diventerà suo marito.
Nel 1949 ottenne un grande successo con 12 settimane di repliche danzando la Carmen. Questo balletto venne successivamente portato a Londra e a New York, dove Zizi sarà una delle attrazioni di Broadway per sette mesi. A New York tornò l'anno successivo con La Croqueuse de diamants e venne notata da Howard Hughes, che la mise sotto contratto per la RKO per un film, Il favoloso Andersen, girato a Hollywood nel 1952.
Il secondo film, Quadriglia d'amore (1956), fu la trasposizione cinematografica della commedia musicale Anything Goes di Cole Porter e la vide protagonista assieme a Bing Crosby, mentre suo marito Roland Petit curò le coreografie. Tornata a Parigi, nel 1956 Zizi diede alla luce la figlia Valentine. In seguito partecipò in Francia alla realizzazione di numerose pellicole di genere musicale, lasciando definitivamente il mondo del balletto classico per dedicarsi al varietà e al music-hall e alla rivista.
Compì numerose tournée nei teatri del Sudafrica, Giappone, Israele, Grecia, Filippine e venne invitata come ospite in programmi televisivi di successo. Nel 1962 diventò popolare anche in Italia quando venne ingaggiata dalla RAI come ospite fissa a Studio Uno, dove rimase una delle attrazioni principali insieme a Walter Chiari per dodici settimane. Nello stesso anno fu insignita in patria del titolo di Cavaliere delle arti e delle lettere.
La carriera di Zizi Jeanmaire continuò al fianco di Roland Petit fino al 2000, anno in cui si esibì nell'anfiteatro dell'Opéra Bastille in uno spettacolo rievocativo che comprendeva tutti i suoi vecchi successi e due canzoni inedite, scritte per lei dalla figlia Valentine Petit su musiche di Richard Galliano.

## Filmografia
- Il favoloso Andersen (Hans Christian Andersen), regia di Charles Vidor (1952)
- Quadriglia d'amore (Anything Goes), regia di Robert Lewis (1956)
- Un americano alle Folies Bergère (Folies-Bergère), regia di Henri Decoin (1956)
- Lulù tra gli uomini (Charmants garçons), regia di Henri Decoin (1957)
- La casa sul fiume (Guinguette), regia di Jean Delannoy (1959)
- 1-2-3-4 ou Les collants noirs, regia di Terence Young (1961)

## Doppiatrici italiane
- Miranda Bonansea in Il favoloso Andersen (dialoghi)
- Lucia Mannucci in Il favoloso Andersen (dialoghi)
- Fiorella Betti in Quadriglia d'amore (doppiaggio originale)
- Rosetta Calavetta in La casa sul fiume